# Reino Unido en los Juegos Olímpicos de Salt Lake City 2002
El Reino Unido estuvo representado en los Juegos Olímpicos de Salt Lake City 2002 por un total de 49 deportistas que compitieron en 11 deportes.  
El portador de la bandera en la ceremonia de apertura fue el biatleta Michael Dixon.

## Medallistas
El equipo olímpico británico obtuvo las siguientes medallas:
| Nombre                                                                  | Deporte  | Competición  |
| ----------------------------------------------------------------------- | -------- | ------------ |
| Oro                                                                     |          |              |
| Rhona Martin Deborah Knox Fiona MacDonald Janice Rankin Margaret Morton | Curling  | Equipo F     |
| Plata                                                                   |          |              |
| —                                                                       |          |              |
| Bronce                                                                  |          |              |
| Alexandra Coomber                                                       | Skeleton | Individual F |